# Суворов, Вячеслав Прокофьевич
Суворов, Вячеслав Прокофьевич (18 июня 1960, Ленинград — 18 октября 2021, Санкт-Петербург) — основатель, ведущий и главный редактор радиогазеты «Слово» и канала Коммунист-ТВ. Академик Петровской академии наук и искусств. Помощник депутата ГД ФС РФ Г. А. Зюганова.

## Образование
В 1977 окончил среднюю школу №54 города Ленинград.
В 1977 поступил в ЛЭИС на радиоконструкторский факультет.
В 1984 окончил ЛЭИС по специальности инженер конструктор-технолог РЭА.
В 1989 окончил Ленинградский университет марксизма-ленинизма.

## Биография
Родился 18 июня 1960 в Ленинграде. По национальности русский, вероисповедание православное.
С 1977 по 1982 был рабочим в ЛНПО «Буревестник».
Производственную практику проходил в НПО «Ленинец», «Вибратор», «Завод железобетонных конструкций».
Служил офицером в Советской Армии. Службу проходил в Заполярье.
Был командиром взвода, инженером части, оперативным дежурным.
С 1984 работал в ЛНПО «Электронприбор» ведущим инженером-конструктором.
С 1988 — член КПСС.
До октября 1993 — депутат Петроградского районного совета народных депутатов Санкт-Петербурга. В октябре 1993 года поддержал Верховный Совет России.
С 1995 частный предприниматель, генеральный директор ТОО «Спектр-Т», ООО "СЛОВО".
С апреля 2001 — учредитель,основатель и главный редактор радиогазеты «Слово», член КПРФ с момента восстановления, академик ПАНИ, соучредитель Санкт-Петербургского отделения Всероссийского созидательного движения "Русский Лад". Многолетний член городского Санкт-Петербургского комитета КПРФ. С 2003 по 2007 был депутатом Законодательного собрания Санкт-Петербурга.
Умер в октябре 2021 года в результате осложнений, вызваных коронавирусной инфекцией (COVID-19). Похоронен на Ковалёвском кладбище.

## Награды
- Почётная грамота КПРФ — за создание и творческую организацию деятельности радиогазеты «Слово»[2].
- Благодарность Чрезвычайного и Полномочного посла РБ в РФ (16 мая 2005) — за большой вклад в укрепление дружбы между народами Беларуси и России, активное участие в освещении белорусско-российских интеграционный процессов[3].
- Благодарность Российско-Белорусского Братства (16 февраля 2006) — за самоотверженную деятельность в качестве основателя и главного редактора радиогазеты «Слово»[4].
- Благодарность Чрезвычайного и Полномочного посла РБ в РФ (16 декабря 2006) — за плодотворную деятельность, направленную на укрепление дружбы и сотрудничества между Республикой Беларусь и Российской Федерацией[5].